# Ian Walker (regatista australiano)
Ian Walker es un deportista australiano que compitió en vela en la clase Soling. Ganó una medalla de bronce en el Campeonato Europeo de Soling de 1994.

## Palmarés internacional
| \| Campeonato Europeo[n 1] \| Campeonato Europeo[n 1] \| Campeonato Europeo[n 1] \| Campeonato Europeo[n 1] \| \| Año \| Lugar \| Medalla \| Clase \| \| ----------------------- \| ----------------------- \| ----------------------- \| ----------------------- \| \| 1994 \| Vilamoura (Portugal) \| Medalla de bronce \| Soling \| |                      |                   |        |
| Campeonato Europeo |                      |                   |        |
| Año | Lugar                | Medalla           | Clase  |
| 1994 | Vilamoura (Portugal) | Medalla de bronce | Soling |

1. ↑  En algunas ediciones del Campeonato Europeo se permitió la participación de regatistas de otros continentes.